# Goffertak stokowy
Goffertak stokowy (Pappogeomys bulleri) – gatunek ssaka z podrodziny Geomyinae w rodzinie gofferowatych (Geomyidae), występujący endemicznie w Meksyku. Według IUCN nie jest zagrożony wyginięciem.

## Zasięg występowania
Goffertak stokowy występuje w Meksyku, zamieszkując w zależności od podgatunku stany:
- P. bulleri bulleri – środkowe Jalisco
- P. bulleri albinasus – południowo-wschodni Nayarit do północno-środkowego Jalisco.
- P. bulleri alcorni – goffertak górski[16] – wschodnio-środkowe Jalisco (Sierra del Tigre na południe od Chapala).
- P. bulleri burti – pacyficzne nabrzeża na południe od Jalisco i Colimy.
- P. bulleri nayaritensis – środkowy Nayarit.

## Systematyka

### Taksonomia
Gatunek po raz pierwszy zgodnie z zasadami nazewnictwa binominalnego opisał w 1892 roku angielski zoolog Oldfield Thomas, nadając mu nazwę Geomys bulleri. Jako miejsce typowe odłowu holotypu Thomas wskazał  zachodnie zbocza Sierra de Mascota, na wysokości 8500 ft (2591 m), w Talpa, w stanie Jalisco, w Meksyku. Holotypem była samica zakonserwowana w spirytusie z kolekcji amerykańskiego zoologa Audleya Cecila Bullera. Jedyny przedstawiciel rodzaju goffertak (Pappogeomys), który opisał w 1895 roku amerykański zoolog i ornitolog Clinton Hart Merriam. Wyróżniono 5 podgatunków P. bulleri.
Podstawowe dane taksonomiczne podgatunków (oprócz nominatywnego) przedstawia tabelka:
|                    | Oryginalna nazwa                 | Autor i rok opisu  | Miejsce typowe                                                                                               | Holotyp                         |
| ------------------ | -------------------------------- | ------------------ | --- | ------------------------------- |
| P. b. albinasus    | Pappogeomys albinasus            | Merriam, 1895      | Atemajac, przedmieścia Guadalajary, Jalisco, Meksyk                                                          | Dorosła samica, skóra i czaszka |
| P. b. alcorni      | Pappogeomys alcorni              | R.J. Russell, 1957 | 4 mi (6 km) na zachód od Mazamitly, Jalisco, Meksyk, na wysokości 6600 ft (2012 m)                           | Dorosła samica, skóra i czaszka |
| P. b. burti        | Pappogeomys bulleri burti        | E.A. Goldman, 1939 | Tenacatita Bay, południowo-zachodnie wybrzeże Jalisco, Meksyk                                                | Dorosła samica, skóra i czaszka |
| P. b. nayaritensis | Pappogeomys bulleri nayaritensis | E.A. Goldman, 1939 | Jalisco, około 10 mi (16 km) na południe od Tepic, południowy Nayarit, Meksyk, na wysokości 5000 ft (1524 m) | Dorosły samiec, skóra i czaszka |

Badania molekularne sugerują, że rodzaj Pappogeomys jest taksonem siostrzanym dla Cratogeomys. Podgatunek alcorni traktowany przez niektóre ujęcia systematyczne jako gatunek, został uznany w 2003 roku przez Demastesa i współpracowników jako podgatunek P. bulleri, co również potwierdziły badania przeprowadzone w 2009 roku przez Hafnera i współpracowników.

### Etymologia
- Pappogeomys: gr. παππος pappos „dziadek”; rodzaj Geomys Rafinesque, 1817; w aluzji do pozornej starożytności gatunku typowego[22].
- bulleri: Audley Cecil Buller (1853–1984), amerykański zoolog i kolekcjoner z Meksyku[3].
- albinasus: łac. albus „biały”[23]; nasus „nos”[24].
- alcorni: J. Ray Alcorn, amerykański kolekcjoner i biolog[10].
- burti: William Henry Burt (1903–1987), amerykański zoolog[14].
- nayaritensis: Nayarit, Mexico[7].
- amecensis: Ameca, Jalisco, Meksyk[7].
- flammeus: łac. flammeus „płomienisty, płomienny”, od flamma „płomień”, od flagrare „palić się”[25].
- lagunensis: La Laguna, Sierra de Juanacatlán, Jalisco, Meksyk[9].
- infuscus: łac. in „w, na”[26]; fuscus „brązowy”[27].
- lutulentus: łac. lutulentus „mętny, błotnisty, brudny”[28].
- melanurus: gr. μελανουρος melanouros „z czarnym ogonem”, od μελας melas, μελανος melanos „czarny”; -ουρος -ouros „-ogonowy”, od ουρα oura „ogon”[29].

## Morfologia
Długość ciała (bez ogona) 125–180 mm, długość ogona 60–100 mm; masa ciała 100–250 g; samce są zazwyczaj większe i cięższe od samic. Sierść na grzbiecie jest koloru od jasnoszarego do ciemnoszarego, czasami nawet czarnego. Sierść na brzuchu ma zawsze jaśniejszy kolor. U goffertaka stokowego ciało jest wrzecionowatego kształtu, typowego dla wszystkich gofferowatych; woreczki policzkowe są wyściełane futrem, które otwierają się na zewnątrz ust. Przednia powierzchnia każdego górnego siekacza ma na środku pojedynczy rowek lekko przesunięty do wewnętrznej strony zęba. Kariotyp wynosi 2n = 56 i FN = 106.

## Ekologia
Aktywność goffertaka stokowego przypada najprawdopodobniej na każdą porę dnia; nie obserwowano hibernacji i jest aktywny przez cały rok. Zamieszkuje gorące, wilgotne niziny przybrzeżne, tropikalne lasy liściaste i pół–liściaste na średnich wysokościach, oraz lasy sosnowo-dębowe na wysokościach do ok. 3000 m n.p.m. W przeciwieństwie do większości gofferowatych, goffertaka stokowego można tylko sporadycznie spotkać na polach uprawnych. Prowadzi prawdopodobnie samotniczy tryb życia i przejawia agresję terytorialną. Prawdopodobnie rzadko opuszcza swój system nor, co oznacza, że ich areał osobniczy jest określony przez rozmiar i zasięg ich systemu nor.
Mimo braku szczegółowych informacji na temat pokarmu goffertaka stokowego, żywi się on prawdopodobnie korzeniami, bulwami, łodygami i liśćmi większości roślin, które są dostępne w pobliżu systemu nor. Podobnie jak w przypadku wszystkich innych gofferowatych, system nor jest serią płytkich tuneli służących do żerowania schodzących się promieniście do głębszej, centralnej sieci, która zawiera jedną lub więcej komór gniazdowych i kilka mniejszych komór służących do przechowywania żywności lub granulatu z kału.
Goffertak stokowy może rozmnażać się przez cały rok; samica wydaje na świat od 1 do 8 młodych, średnio z 2 młodymi na miot.

## Status i ochrona
W Czerwonej księdze gatunków zagrożonych Międzynarodowej Unii Ochrony Przyrody i Jej Zasobów P. bulleri jako całość został zaliczony do kategorii LC (ang. Least Concern „najmniejszej troski”); natomiast podgatunek alcorni został sklasyfikowany jako CR (ang. Critically Endangered „krytycznie zagrożony”). Spadek populacji P. b. alcorni szacuje się na ponad 80% w ciągu ostatnich dziesięciu lat, na podstawie badań zasięgu występowania tego gatunku w latach 1997–1998 oraz z nowszych badań, w których nie udało się go zlokalizować. Spadek nastąpił i prawdopodobnie trwa nadal z powodu rozdrobnienia jego siedlisk i ich utraty w wyniku wylesiania i celowego zabijania przez rolników, którzy traktują go jako szkodnika.
P. bulleri jest klasyfikowany jako „gatunek najmniejszej troski” ze względu na jego szerokie rozpowszechnienie, przypuszczalnie dużą populację, i ponieważ jest mało prawdopodobne, aby jego populacja spadała w tempie wymaganym do zakwalifikowania go do kategorii „bliski zagrożenia”.